# Kabupaten Balangan
Kabupaten Balangan är ett kabupaten i Indonesien.   Det ligger i provinsen Kalimantan Selatan, i den nordvästra delen av landet, 1 100 km öster om huvudstaden Jakarta. Antalet invånare är 112 430.